# Starlux Airlines
Starlux Airlines (chiń. 星宇航空; pinyin Xīngyǔ Hángkōng) – tajwańska linia lotnicza z siedzibą w Tajpej. Głównym hubem jest port lotniczy Tajpej-Taiwan Taoyuan.
Obsługuje połączenia krajowe oraz do krajów regionu Azji Wschodniej i Stanów Zjednoczonych.
W 2025 linia otrzymała od agencji ratingowej Skytrax ocenę 5 gwiazdek.

## Historia
Linia została założona przez byłego prezesa EVA Air, Chang Kuo-Wei. W maju 2018 tajwańskie Ministerstwo Gospodarki zarejestrowało linię i przyznało certyfikat umożliwiający realizację lotów komercyjnych.
W styczniu 2020 linia rozpoczęła prowadzenie działalności operacyjnej lotami inauguracyjnymi z Tajpej do Makau, Da Nang i Penang.
W 2025 zarząd linii ogłosił chęć dołączenia do sojuszu linii lotniczych Oneworld poprzez złożenie wniosku o aneks do sojuszu w tym samym roku.
Ma podpisaną umowę codeshare z Alaska Airlines i Etihad Airways.

## Flota
Według stanu na sierpień 2025 flota Starlux Airlines składała się z 28 samolotów pasażerskich o średnim wieku 2,9 lat:
| Samolot          | Samolot | Samolot   | Liczba miejsc | Liczba miejsc | Liczba miejsc | Liczba miejsc | Liczba miejsc | Uwagi            |
| Model            | Aktywne | Zamówione | F             | B             | P             | E             | Łącznie       | Uwagi            |
| ---------------- | ------- | --------- | ------------- | ------------- | ------------- | ------------- | ------------- | ---------------- |
| Airbus A321neo   | 13      | –         | –             | 8             | –             | 180           | 188           |                  |
| Airbus A330-900  | 5       | 6         | –             | 28            | –             | 269           | 297           |                  |
| Airbus A350-900  | 10      | –         | 4             | 26            | 36            | 240           | 306           |                  |
| Airbus A350-1000 | –       | 18        | 4             | 40            | 36            | 270           | 350           | Zamówione w 2019 |
| Łącznie          | 28      | 24        |               |               |               |               |               |                  |